# Село (Сежана)
Село (словен. Selo) — поселення в общині Сежана, Регіон Обално-крашка, Словенія. Висота над рівнем моря: 528,2 м.